# Ombergsliden
Ombergsliden är ett naturreservat som ligger på nordöstra delen av Omberg, i västra Östergötland. Området ingår i EU.s ekologiska nätverk över skyddade områden, Natura 2000.
Reservatet är mest känt för sin rikedom av orkidéer. I området kan man hitta arter som flugblomster, jungfru Marie nycklar, skogsknipprot, kärrknipprot, tvåblad, vaxnycklar och den sällsynta luktsporren (doftyxne). I de rikkärr som finns i reservatet finns också flera mycket ovanliga snäckor, som t.ex. kalkkärrsgrynsnäcka (Vertigo geyeri).
Ombergslidens naturreservat är lättillgängligt, och nås lätt med bil från riksväg 50. I reservatet finns en vandringsled som gör att man kan uppleva områdets olika naturtyper. Ett par hundra meter av leden är gjord så att det även går att åka rullstol. Från rullstolsleden kan man t.ex. se blommande luktsporre i juli månad.
Ombergslidens naturreservat gränsar till Heliga Hjärtas Kloster och Ombergslidens skidbacke.